# Toán học Hồi giáo Trung Cổ

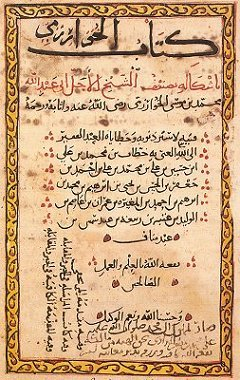
Một trang từ Cuốn sách Súc tích về Tính toán bởi Hoàn thiên và Cân bằng của Al-Khwarizmi

Toán học trong thời đại hoàng kim của Hồi giáo, đặc biệt là trong thế kỷ 9 và thế kỷ 10, được xây dựng trên nền tảng toán học Hy Lạp (Euclid, Archimedes, Apollonius) và toán học Ấn Độ (Aryabhata, Brahmagupta). Tiến trình quan trọng được tạo ra, như việc phát triển đầy đủ ghi số theo vị trí hệ thập phân, những nghiên cứu có hệ thống đầu tiên về đại số (được đặt từ tác phẩm Cuốn sách Súc tích về Tính toán bởi Hoàn thiên và Cân bằng của học giả Al-Khwarizmi), và sự phát triển về hình học và lượng giác.
Các tác phẩm trong tiếng Ả Rập cũng thể hiện một vai trò quan trọng trong việc truyền tải toán học tới châu Âu từ thế kỷ 10 đến thế kỷ 12.
Tiến sĩ Sally P. Ragep, một nhà sử học về khoa học của Hồi giáo, đã ước tính "những mười hoặc một ngàn" trong các bản viết tay tiếng Ả Rập trong các môn khoa học toán học và vật lý, những thứ vẫn chưa được diễn giải chính xác, sẽ tạo nên những cuộc nghiên cứu "phản ánh những sự thiên vị cá nhân và một sự tập trung có giới hạn vào một số lượng tương đối các văn bản và các học giả".

## Các khái niệm

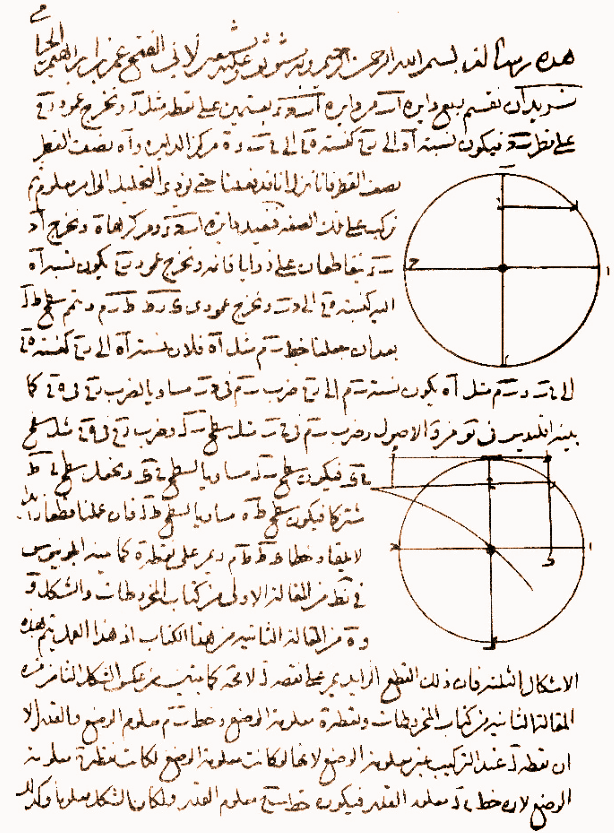
"Phương trình bậc ba và điểm tiếp cận của các đường conic" của Omar Khayyám, trang đầu của bản viết tay hai chương được lưu giữ tại Đại học Tehran

### Đại số
Nghiên cứu về số học, thuật ngữ được tạo ra từ từ Ả Rập có nghĩa là sự hoàn thiện hay "thống nhất lại các phần đã bị phá vỡ", đạt đến đỉnh cao trong thời kỳ hoàng kim của Hồi giáo. Muhammad ibn Musa al-Khwarizmi, một học giả trong Ngôi nhà Khôn ngoan tại Baghdad, đã đứng cùng với nhà toán học người Hy Lạp Diophantus, trở thành cha đẻ của môn đại số. Trong tác phẩm Cuốn sách Súc tích về Tính toán bởi Hoàn thiên và Cân bằng, al-Khwarizmi đã giải thích những cách giải quyết các gốc dương của các phương trình đại số bậc một (phương trình tuyến tính) và bậc hai. Ông cũng giới thiệu phép rút gọn, và không như Diophantus, giới thiệu những phương pháp tổng quát cho các phương trình ông đang giải quyết.
Đại số của al-Khwarizmi hoa mỹ, điều đó có nghĩa là các phương trình sẽ được viết ra thành những câu. Điều này không giống như công trình phương trình của Diophantus, thứ được nhấn lệch, điều đó có nghĩa là vài ký hiệu được sử dụng. Sự chuyển đổi sang đại số ký hiệu, nơi chỉ có các ký hiệu được sử dụng, có thể được tìm thấy trong các tác phẩm của Ibn al-Banna' al-Marrakushi và Abū al-Ḥasan ibn ʿAlī al-Qalaṣādī.
Bàn về tác phẩm được hoàn thiện bởi al-Khwarizmi, J.J.O'Connor và Edmund F. Robertson đã viết như thế này:
"Có lẽ một trong những phát triển quan trọng nhất được thực hiện bởi toán học Ả Rập bắt đầu vào thời điểm này với tác phẩm của al-Khwarizmi, ấy là sự khởi đầu của đại số. Thật quan trọng để chỉ để hiểu rằng ý tưởng mới quan trọng như thế nào. Đó là một sự chuyển dịch mang tính cách mạng từ khái niệm Hy Lạp trong toán học vốn thiên về chủ yếu về hình học. Đại số là một lý thuyết nền tảng cho phép số hữu tỷ, số vô tỷ, tầm quan trọng hình học,... được gán mác "các chủ đề đại số". Nó đã tạo ra cho toán học một sự phát triển toàn diện rộng hơn rất nhiều về mặt khái niệm những gì tồn tại trước đó, và cung cấp phương tiện cho sự phát triển của chủ đề trong tương lai. Một khía cạnh quan trọng khác của việc giới thiệu các ý tưởng đại số là nó đã cho phép toán học được ứng dụng theo một cách chưa từng có trước đó"— Bộ lưu trữ lịch sử toán học MacTutor

Một số nhà toán học trong thời kỳ này đã mở rộng đại số của al-Khwarizmi. Abu Kamil Shuja' đã viết một tác phẩm về đại số có sự minh họa và bằng chứng hình học. Ông cũng đã liệt kê tất cả các lời giải khả thi cho một vài vấn đề của ông. Abu al-Jud, Omar Khayyam cùng với Sharaf al-Dīn al-Tūsī đã tìm ra một số giải pháp của phương trình bậc ba. Khayyam còn tìm ra cách giải quyết hình học tổng quát cho phương trình bậc ba.

### Phương trình bậc ba

Để giải quyết phương trình bậc ba x^{3} + a^{2}x = b Khayyám đã xây dựng parabol x^{2} = ay, một đường tròn với đường kính b/a^{2}, và một đường thẳng đứng đi qua điểm giao nhau. Giải pháp được đưa ra bằng độ dài của đoạn thẳng nằm ngang từ gốc cho đến điểm giao nhau của đường thẳng và trục hoành x.

Omar Khayyam (khoảng 1038/1048 ở Iran - 1123/1124) đã viết Luận án về Sự biểu diễn các Vấn đề Đại số, bao gồm các giải pháp có hệ thống cho phương trình bậc ba, vượt lên trên tác phẩm của al-Khwarizmi. Khayyam đã đạt được những lời giải của những phương trình này bằng việc tìm ra các điểm giao nhau của hai đường conic. Phương pháp này vốn được sử dụng bởi người Hy Lạp, nhưng nó không tổng quát hóa phương pháp để bao quát tất cả các phương trình với gốc dương.
Sharaf al-Dīn al-Ṭūsī (? tại Tus - 1213/1214) đã phát triển một cách tiếp cận mới lạ cho việc nghiên cứu phương trình bậc ba - một cách tiếp cận đòi hỏi việc tìm ra các điểm mà ở đó một đa thức bậc ba chạm đến giá trị lớn nhất của nó. Ví dụ, để giải quyết phương trình bậc ba {\displaystyle \ x^{3}+a=bx}, trong đó cả a và b đều dương, ông lưu ý rằng giá trị lớn nhất của đường biểu diễn {\displaystyle \ y=bx-x^{3}} nằm ở {\displaystyle x=\textstyle {\sqrt {\frac {b}{3}}}}, và thế là phương trình không có kết quả nào, một kết quả hoặc hai kết quả, còn tùy thuộc vào việc độ cao của đường biểu diễn tại điểm đó thấp hơn, bằng hay lớn hơn a. Các tác phẩm còn tồn tại của ông đã không cho biết ông đã khám phá ra công thức cho điểm cực đại của những đường này. Một vài phỏng đoán đã được đưa ra để giải thích cách ông khám phá.